# Medvode
Medvode – miasto w Słowenii, siedziba gminy Medvode. W 2018 roku liczyło 5247 mieszkańców.
Miasto leży u ujścia rzeki Sory do Sawy. W 1952 roku w jego okolicy utworzono na Sawie sztuczny zbiornik wodny Zbiljsko jezero. Przez Medvode przebiegają przez nie droga i linia kolejowa z Lublany do Jesenic. Miejscowa gospodarka oparta jest na przemyśle celulozowym, chemicznym i tekstylnym.